# Pleine-Selve (Gironda)
Pleine-Selve è un comune francese di 218 abitanti situato nel dipartimento della Gironda nella regione della Nuova Aquitania.

## Società

### Evoluzione demografica
Abitanti censiti